# Justistal

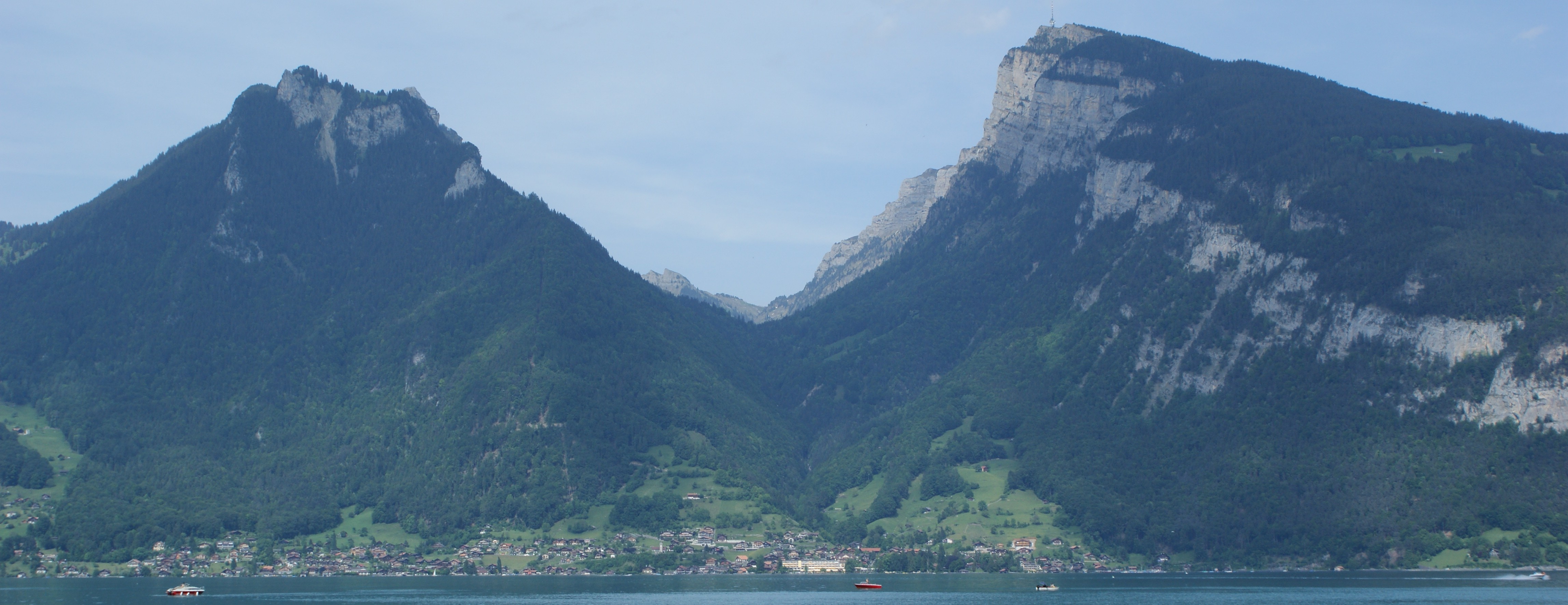
Blick ins Justistal von Faulensee mit Sichelpass

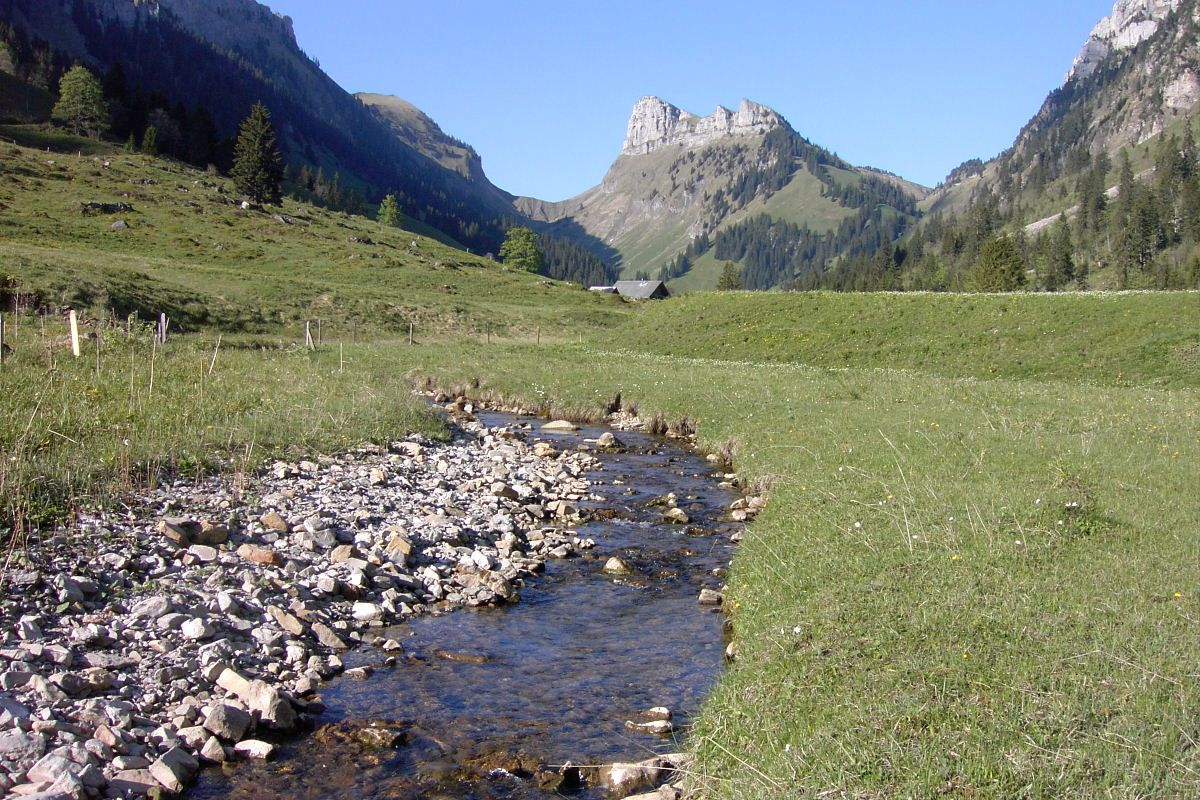
Das Justistal. Im Vordergrund der Grönbach, im Hintergrund der Sichelpass und Schibe

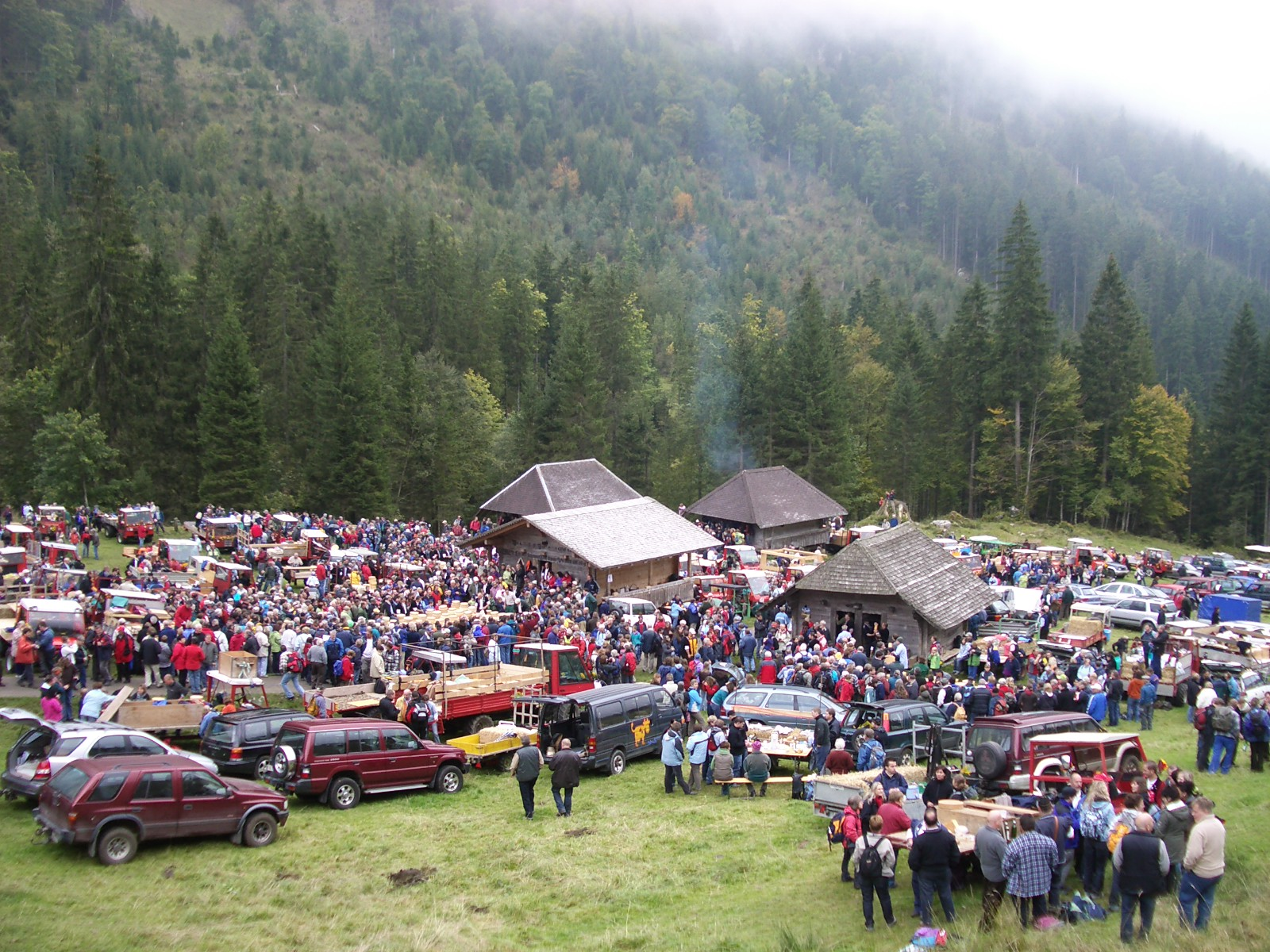
Chästeilet im Justistal

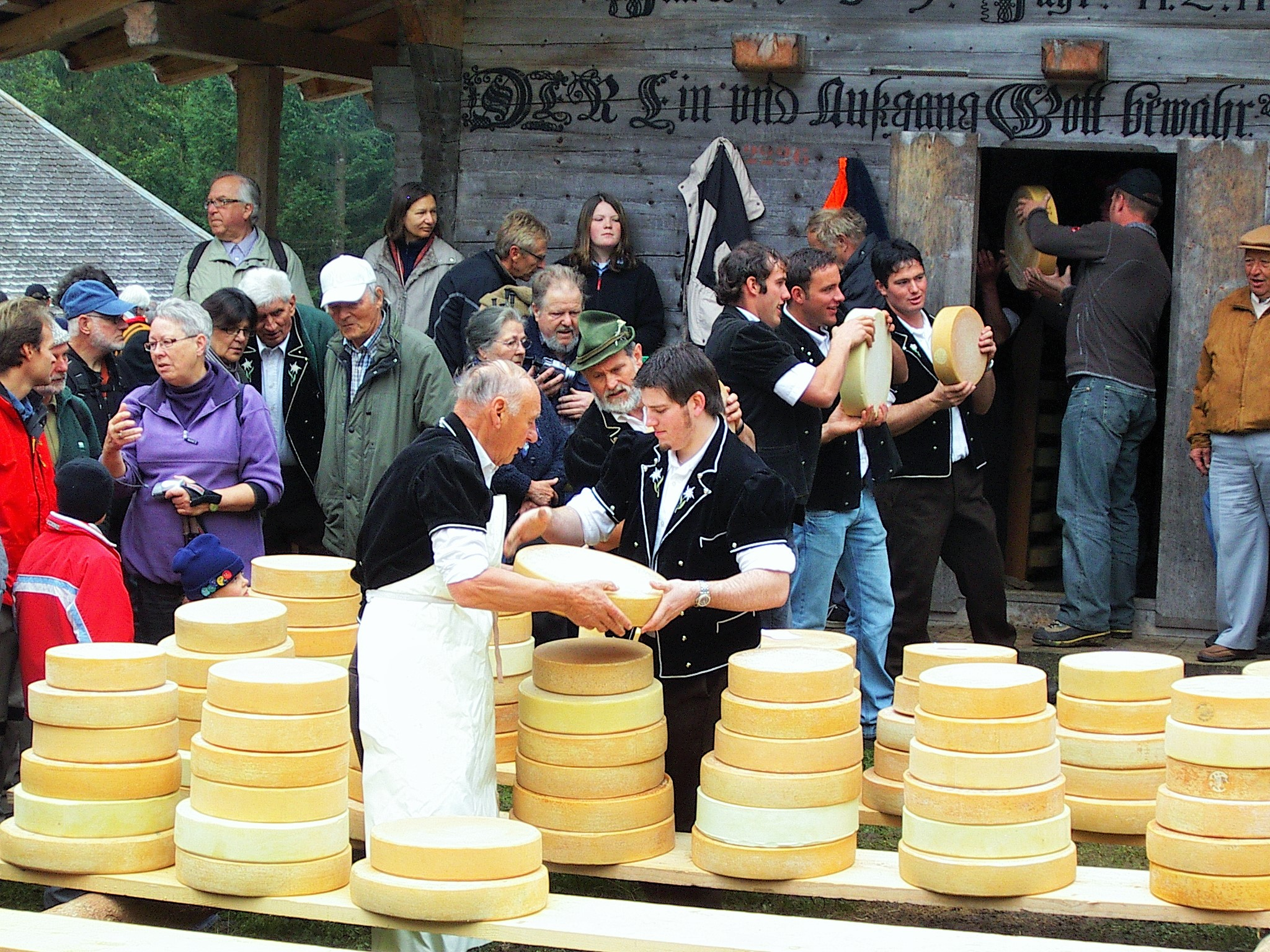
Käse wird pro Los aufgeschichtet

Das Justistal liegt im Berner Oberland zwischen den steil aufragenden Flanken des Sigriswilergrates im NO und dem Güggisgrat im SW. Durch das rund 7,5 km lange Tal fliesst der Grönbach, der in Merligen in den Thunersee mündet. Den Talabschluss bildet die Sichle (Sichelpass) (1679 m), ein Passübergang ins Eriz.
Der Name Justistal soll der Legende nach von Justus, dem Weggefährten des Heiligen Beatus, herrühren. Während Beatus in einer Höhle oberhalb des Thunersees hauste, soll es Justus in dieses Bergtal verschlagen haben.

## Verkehr
Das Justistal ist von Beatenberg, wie auch von Sigriswil her, durch eine schmale asphaltierte Bergstrasse erreichbar. Die Strecke von Beatenberg führt durch einen Tunnel und an der steilen Flanke des Niederhorns entlang, mit Aussicht auf den Thunersee und auf das gegenüberliegende Spiez. Beide Strassen enden im Grön, der vordersten Alp des Tales.
Das Justistal ist durch den öffentlichen Verkehr nicht erschlossen.

## Brauchtum „Chästeilet“
Der alljährlich am Freitag vor oder nach dem Eidgenössischen Dank-, Buss- und Bettag im September stattfindende Chästeilet (‚Käseteilet‘) ist weit über die Region hinaus bekannt. An diesem Tag werden die im Sommer hergestellten Käselaibe durch ein spezielles Losverfahren an die Viehbesitzer verteilt, die sie dann weiterverkaufen können. Jeder Bauer, der ein Bergrecht hat, kann dafür eine Kuh auf die Alp geben, 1 Bergrecht = 1 Kuh; 200 kg Milch = 1 Saum, 4 Säume = 1 Los, 1 Los = ca. 7 Laibe à 10 kg.
Seit knapp 300 Jahren werden beim Chästeilet die Käselaibe aus den Spychern (Vorratshäuser) geholt und pro Los aufgeschichtet. Wenn eine Kuh während der gesamten Alpsaison 1500 kg Milch liefert, stehen dem Besitzer beim Chästeilet 7,5 Säume Käse zu, also 1 Los plus 3,5 Säume.
Das Fest wird mit dem Alpabzug der Tiere beendet. Die Kühe, die während des Alpsommers am meisten Milch lieferten, werden dabei reich geschmückt.